# حارة الشهيد الكبسي (صنعاء)
حارة الشهيد الكبسي هي إحدى حارات حي الجراف الغربي بمديرية الثورة إحد مديريات العاصمة اليمنية صنعاء، بلغ تعداد سكانها 3620 نسمة حسب تعداد اليمن لعام 2004.